# Wind Jet

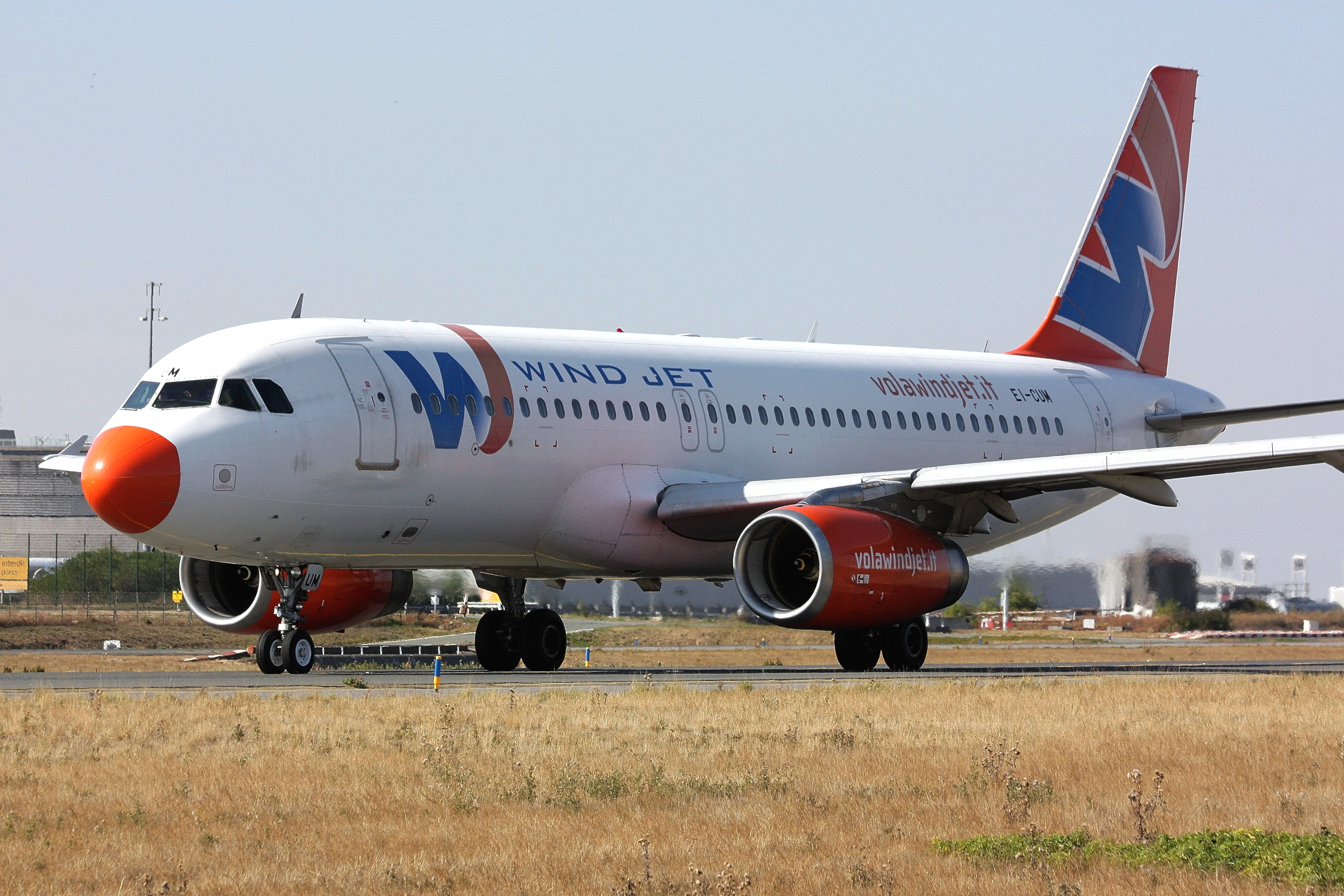
A320 EI-CUM à l'aéroport Paris-Charles de Gaulle

Wind Jet SpA (connue aussi comme Windjet) (Code AITA : IV ; code OACI : JET) était une compagnie aérienne à bas prix italienne. Ses opérations sont suspendues depuis 2012 pour des raisons financières.

## Histoire
Wind Jet était une compagnie régulière de charter fondée en 2003 à la suite du démantèlement de Air Sicilia. Elle était basée en Sicile, principalement à Catane mais aussi à Palerme et à Forlì. Elle est la première compagnie à bas prix créée en Italie. Son propriétaire, Antonino Pulvirenti, est aussi président du Calcio Catania, une équipe de football qui joue en Serie A italienne.
Le 13 avril 2012, son acquisition par Alitalia est évoquée.
Le 10 août, les négociations avec Alitalia semblent rompues et l'ENAC somme la WindJet de se mettre en règle avant le 13 août, sous peine de suspension de la licence de vol. Depuis le dimanche 13 août 2012, ses opérations sont suspendues, faute de liquidités suffisantes.

## Réseau
- nationaux :
  - Bergame
  - Cagliari
  - Catane
  - Forlì
  - Milan Linate
  - Palerme
  - Parme
  - Pise
  - Rome Fiumicino
  - Turin
  - Venise
  - Vérone
- internationaux :
  - Amsterdam
  - Barcelone
  - Berlin
  - Bucarest
  - Lettonie
  - Londres Luton
  - Moscou Domodedovo
  - Paris Charles De Gaulle
  - Prague
  - Saint-Pétersbourg
  - Samara
  - Sarajevo

## Flotte
- 2 Airbus A319-113 de 142 places
- 3 Airbus A319-132 de 142 places
- 3 Airbus A320#A320-200-211 de 180 places
- 1 Airbus A320#A320-200-212 de 180 places
- 1 Airbus A320#A320-200-231 de 180 places
- 3 Airbus A320#A320-200-232 de 180 places

## Incidents
Le 24 septembre 2010 un Airbus A319, vol IV243 en provenance de Rome, a quitté la piste lors d'un atterrissage à Palerme, en Sicile. Une trentaine de personnes, sur les 143 passagers du vol, ont été blessées.